# Rezolucija Vijeća sigurnosti UN-a 762
Rezolucija Vijeća sigurnosti Ujedinjenih naroda 762, jednoglasno usvojena 30. lipnja 1992., nakon ponovnog potvrđivanja rezolucija 713 (1991.), 721 (1991.), 724 (1991.), 727 (1992.), 740 (1992.), 743 (1992.), 749 (1992.), 752 (1992.), 757 (1992.), 758 (1992.), 760 (1992.) i 761 (1992.), pozvala je sve strane u Domovinskom ratu da poštuju svoje obveze prema planu Ujedinjenih naroda u bivšoj Jugoslaviji i dovrše prekid neprijateljstava.
Također je pozvalo Hrvatsku da povuče svoju vojsku iz područja osvojenih u nedavnoj ofenzivi na Miljevačkoj visoravni u Dalmaciji na položaje koje je držala prije 21. lipnja 1992. i pozvalo preostale postrojbe JNA kao i srpske snage teritorijalne obrane u Hrvatskoj, kao i neregularne snage da postupaju strogo u skladu s mirovnim planom Ujedinjenih naroda.
Rezolucija 762 također preporučuje uspostavu Zajedničke komisije, sastavljene od predstavnika hrvatske vlade i lokalnih Srba, koja bi se trebala konzultirati »ako je potrebno ili primjereno« s vlastima u Beogradu o svojim funkcijama u pogledu nadzora policijskih vlasti i povlačenja obje vojske iz zaštićenih područja Ujedinjenih naroda i »ružičaste zone« izvan kontrole Ujedinjenih naroda. Također je odobreno povećanje za 120 civilnih policajaca i 60 vojnih časnika u Zaštitnim snagama Ujedinjenih naroda.
Ponovno potvrđujući embargo na oružje i posljedice koje bi krah plana Ujedinjenih naroda u Jugoslaviji mogao imati, Vijeće je ponovno pozvalo sve strane na suradnju s Konferencijom o Jugoslaviji u cilju postizanja političkog rješenja u skladu s načelima Organizacija za europsku sigurnost i suradnju.
Hrvatska nije postupila u skladu s rezolucijom i nije povukla vojsku s Miljevačke visoravni.

## Vanjske poveznice
| Wikizvor | Engleski Wikizvor ima izvorni tekst na temu: United Nations Security Council Resolution 762 |

- (engl.) Text of the Resolution at undocs.org